# Eduard Ebel

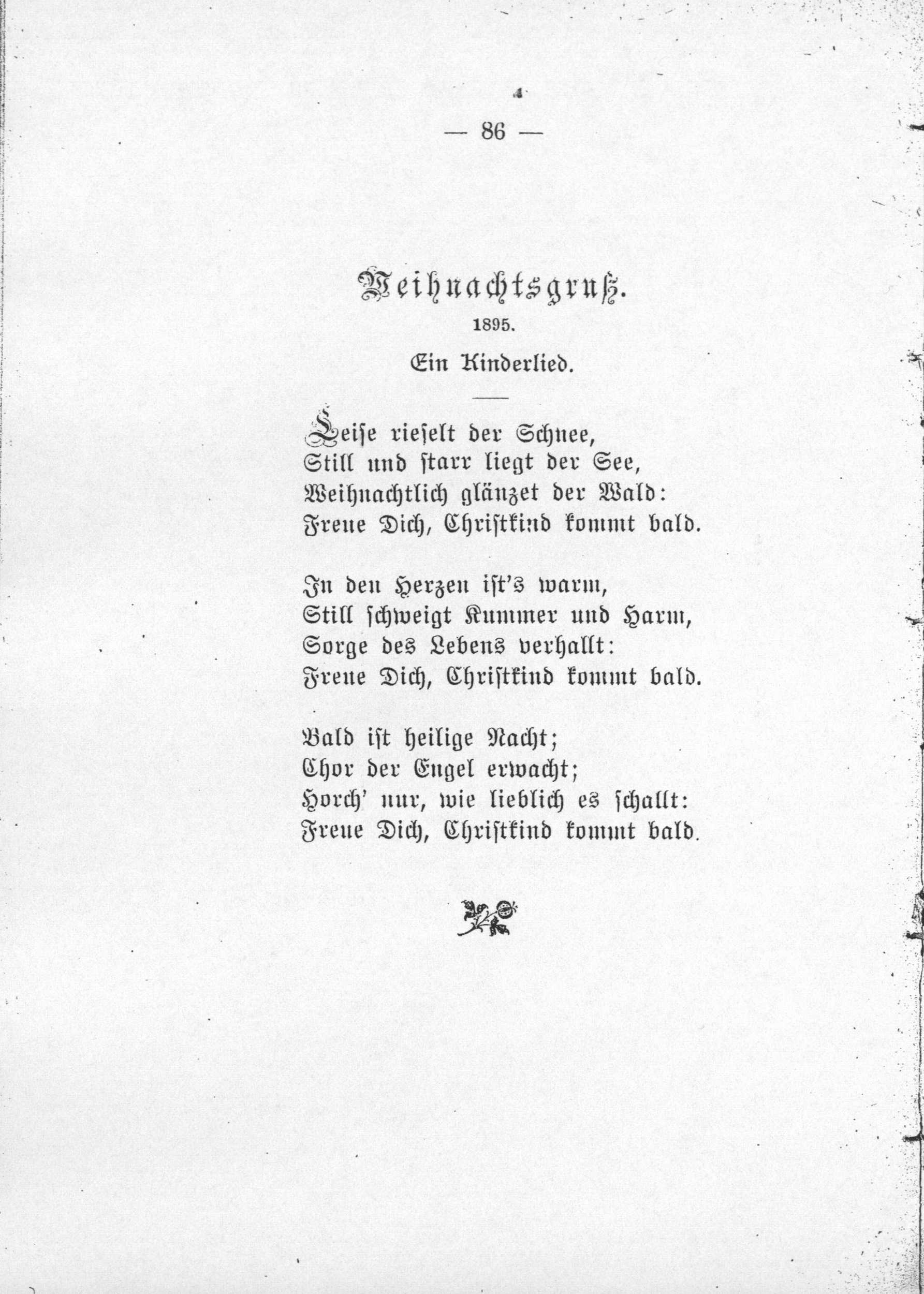
Weihnachtsgruß v Ebelsových Gesammelten Gedichten z roku 1895

Eduard Ebel (7. července 1839, Stargard, Západní Prusko – 30. ledna 1905, Halle) byl německý evangelický duchovní a superintendent, básník a skladatel. Je především znám jako autor dodnes populární adventní písně Weihnachtsgruß, dnes uváděnou pod názvem Leise rieselt der Schnee.
Ebel studoval teologii v Kaliningradu a v letním semestru 1857 byl členem buršáckého spolku Germania. Později působil jako duchovní v obci Graudenz a evangelický superintendent.

## Dílo
- Kurze Geschichte der evangelischen Gemeinde Graudenz. Zur Feier des 100jährigen Bestehens der Friedrichskirche (1885)
- Ein Weihnachtsmärchen (1893)
- Gesammelte Gedichte (1895)